# 2018年平昌オリンピックのハンガリー選手団
2018年平昌オリンピックのハンガリー選手団（2018ねんピョンチャンオリンピックのハンガリーせんしゅだん）は、2018年2月9日から23日まで大韓民国江原道平昌で開催された2018年平昌オリンピックのハンガリー選手団、およびその競技結果。

## 概要
ショートトラックスピードスケートにおいてハンガリーは冬季オリンピック史上初となる金メダルを獲得した。

## メダル
| メダル | 選手名                                                                              | 競技                             | 種目            |
| ------ | ----------------------------------------------------------------------------------- | -------------------------------- | --------------- |
| 金     | リウ・シャオアン リウ・シャオリン・シャーンドル クノッホ・ビクトル ブルヤン・チャバ | ショートトラックスピードスケート | 男子5000mリレー |

## スケート

### フィギュアスケート
- 女子シングル - 1名